# Kolozsi Tibor
Kolozsi Tibor (Gyergyóditró, 1965. április 16. –) romániai magyar szobrász.

## Életpályája
1990-ben a kolozsvári Ion Andreescu Képzőművészeti Főiskola szobrászati szakán szerzett diplomát. 2011-ben ő irányította a kolozsvári Mátyás király emlékmű restaurálási munkálatait.

## Kiállítások (válogatás)

### Egyéni
- 1992 – Kolozsvár/Geldrop (Hollandia)
- 1993 – Caminul Artei (Bukarest)
- 1996 – Kolozsvár
- 1997 – Magyar Kulturális Központ (Bukarest)
- 2001 – Művészeti Múzeum (Kolozsvár)
- 2003 – Kézdivásárhely/Sepsiszentgyörgy/Gyergyóditró
- 2004 – Asten (Hollandia)
- 2005 – Duna Galéria (Budapest)
- 2006 – Rádió Galéria (Kolozsvár)

## Társasági tagságai
- A Barabás Miklós Céh elnöke
- Romániai Képzőművészek Szövetsége

## Díjai, kitüntetései
- A Romániai Képzőművészeti Szövetség díja „Ecce Homo” (1992)
- A Barabás Miklós Céh díja (1997)
- Artexpo díj (1997)
- EMKE „A Kolozsvári Testvérek” díja (2000)
- Munkácsy Mihály-díj (2011)
- A Magyar Érdemrend lovagkeresztje (2012)